# 常麿
常麿（つねまろ、生没年不詳）とは、江戸時代の浮世絵師。

## 来歴
師系・経歴不明。ニューオータニ美術館所蔵の「蠶図」（絹本着色）がその作として知られるのみで、文化から文政にかけての頃のものとされる。この絵には「常麿」の落款があるが、その下に捺されている印章には「高麿」とあり、落款と印章でなぜ名が食い違っているのかは不明である。「蠶図」は若い娘が蠶（蚕）の世話をする様子を描いたもので、養蚕の様子を描いた絵は鈴木春信などにもあるが、これは娘の容姿を主眼としている。娘の顔には喜多川歌麿の画風がうかがわれ、名も「麿」の字を使うことから、『幻の浮世絵美人たち』は歌麿の門人と推測されるというが定かではなく、『肉筆浮世絵大観』は「蠶図」の描写に不慣れな点が見られるので、「絵師を本業としない人物」だったのではないかとする。なお当時の信濃飯田藩に島高麿（1791 - 1871年）というお抱え絵師がおり、その門人に「常麿」という人物がいた事が知られるが、この「蠶図」にある「常麿」や「高麿」と関わりがあるのかどうかも明らかではない。